# Estação Ferroviária de Tomar
A estação ferroviária de Tomar (nome anteriormente grafado como "Thomar") é a gare terminal do Ramal de Tomar, que serve a cidade de Tomar, no Distrito de Santarém, em Portugal. Entrou ao serviço em 24 de Setembro de 1928.

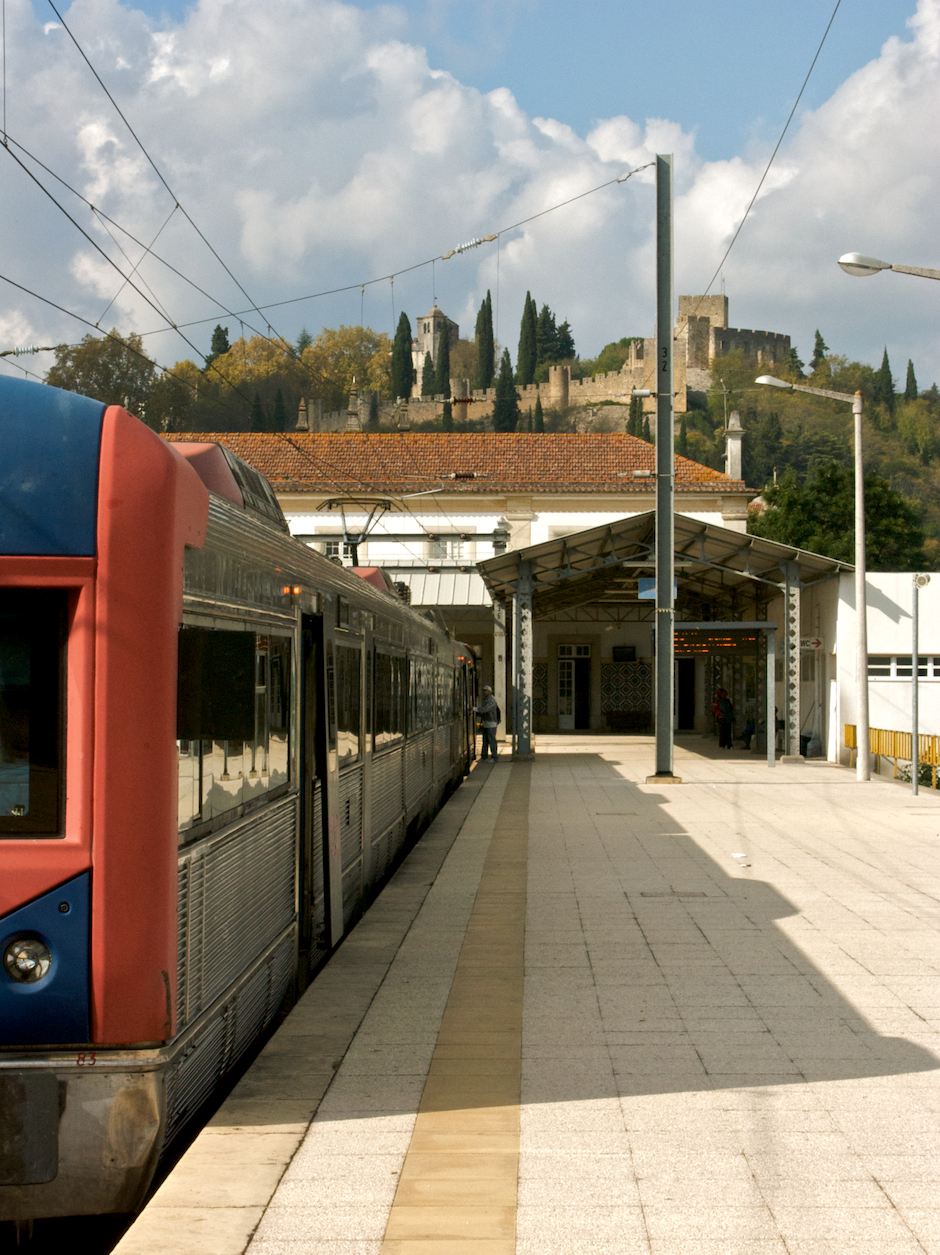
Estação de Tomar, em 2008, com composição de passageiros (automotora da série 2240 em serviço regional) e o castelo ao fundo.

## Descrição

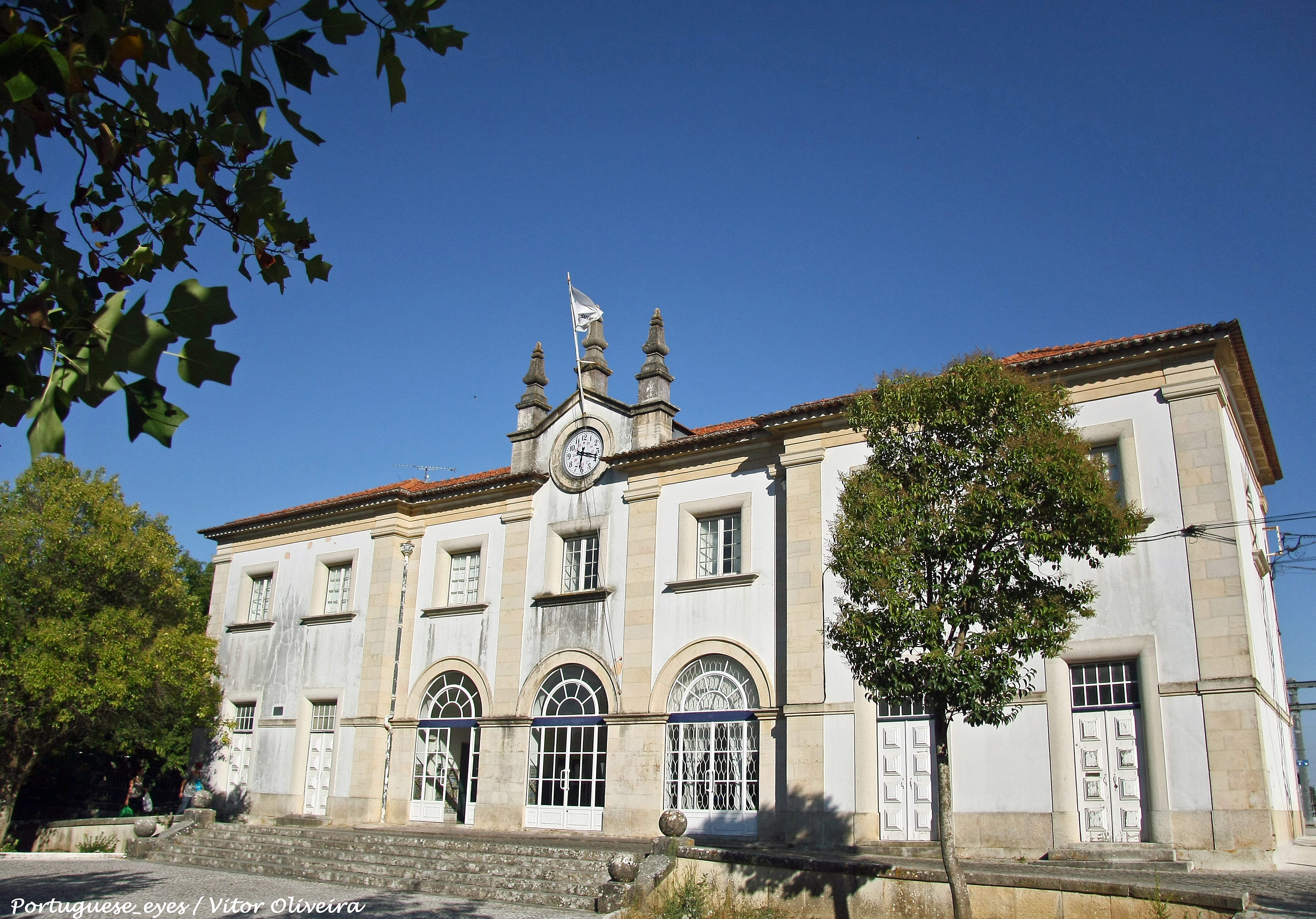
Fachada principal, em 2016.

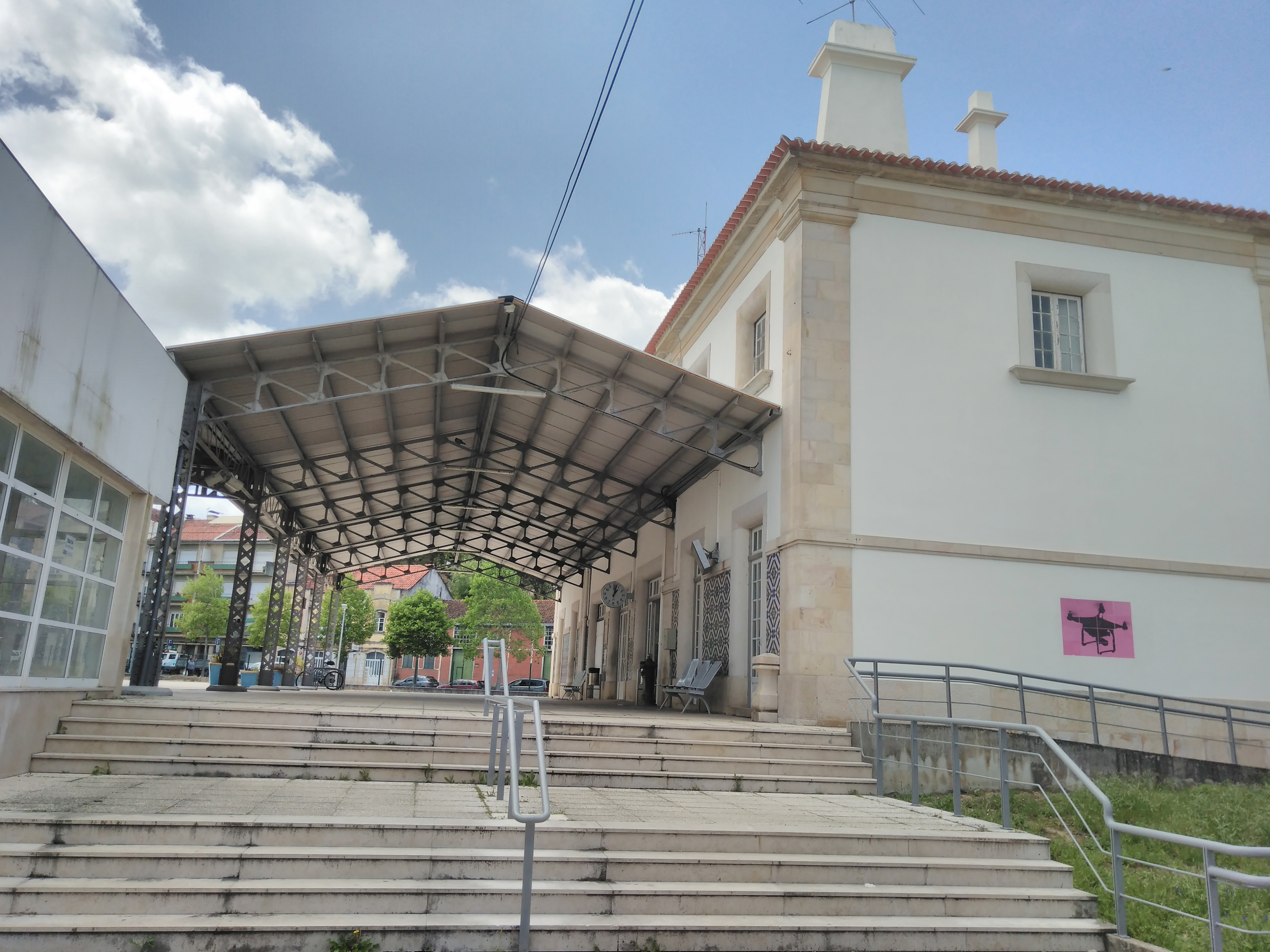
Acesso à estação rodoviária contígua.

### Localização e acessos
Esta gare situa-se junto à Avenida dos Combatentes da Grande Guerra, no quadrante sudoeste da cidade de Tomar, distando do seu centro (Praça da República) menos de um quilómetro.

### Infraestrutura
Esta interface apresenta quatro vias de circulação, numeradas de I a IV, com comprimentos entre 207 e 230 m e todas, exceto a via II, acessíveis por plataformas de 215 m de comprimento e 90 cm de altura; em dados de 2022, não são oficialmente indicadas quaisquer vias secundárias, numa configuração assaz reduzida em comparação com a de décadas anteriores. O edifício de passageiros, concebido por Cottinelli Telmo em 1928, apresenta uma volumetria austera e uma formalização clássica, que se integrava na arquitectura tradicionalista e nacionalista do Estado Novo. Situa-se ao topo da via, já que esta foi concebida como estação terminal.

### Serviços
A estação é utilizada pelos comboios Regionais e InterRegionais da C.P.

## História

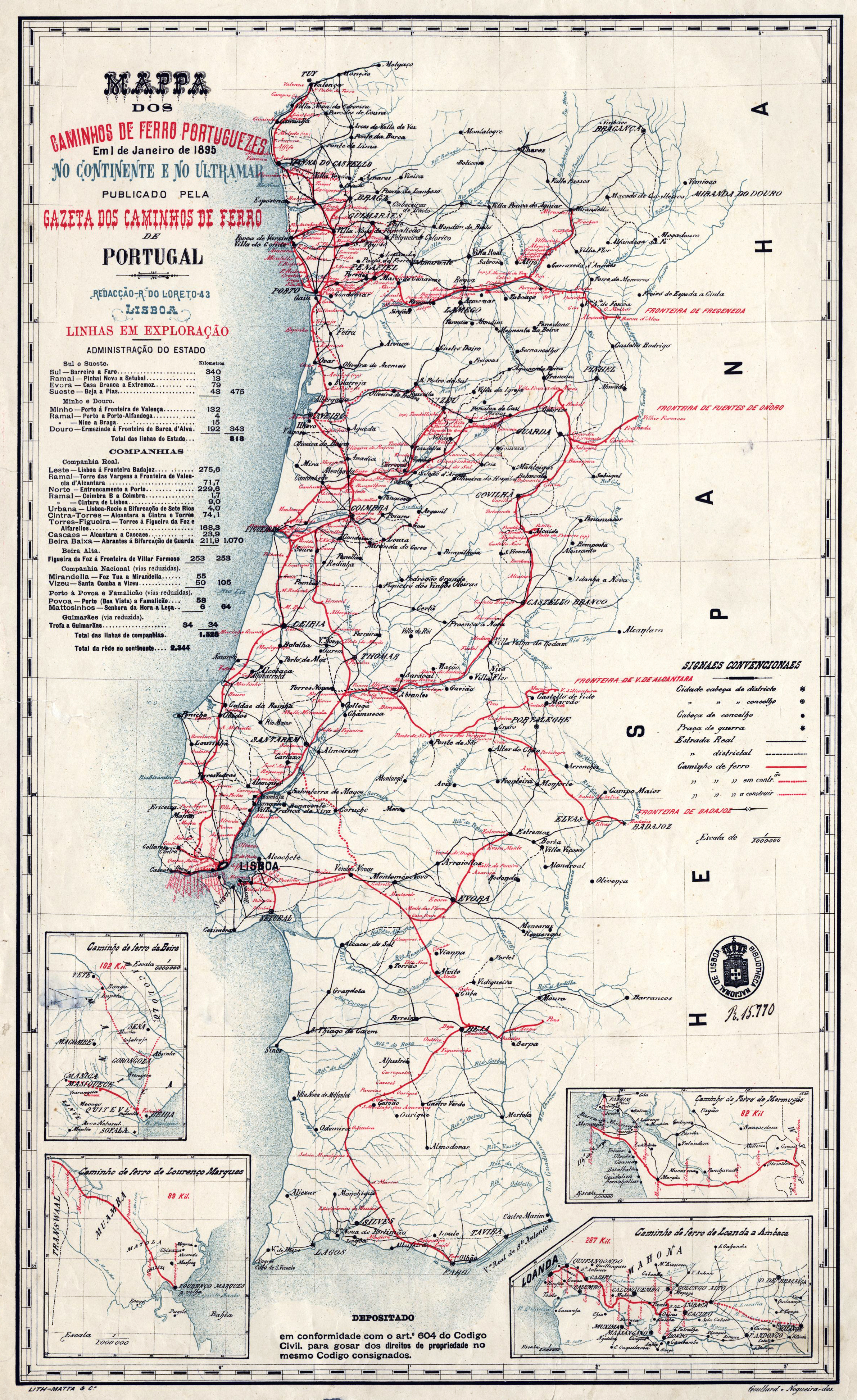
Mapa dos caminhos de ferro em 1895, incluindo um projecto de Paialvo a Tomar.

### Antecedentes, planeamento e inauguração
Em 1844, Benjamim de Oliveira, que foi um dos primeiros defensores da introdução do caminho de ferro em Portugal, propôs a construção de várias linhas, incluindo uma de Lisboa a Tomar; no entanto, estes projectos foram cancelados com a criação da Companhia das Obras Públicas de Portugal, que por seu turno, seria dissolvida após a Revolução da Maria da Fonte.
Antes da chegada dos caminhos de ferro, as comunicações na região industrial compreendida entre Torres Novas, Tomar e Abrantes eram muito primitivas, sendo o principal meio de transporte as embarcações fluviais, ao longo dos rios Nabão, Zêzere e Tejo. Com efeito, durante a discussão do traçado da futura Linha do Norte, em Abril de 1857, a autarquia de Peniche defendeu que a linha férrea devia passar pela região litoral, uma vez que no interior já existiam os eixos fluviais.
Em 1911, foi criada uma comissão regional para reivindicar a construção de uma linha de Tomar a Rio Maior, passando por Torres Novas.
Em 18 de Julho de 1913, a autarquia de Tomar foi autorizada a construir um caminho de ferro a partir de Paialvo, na Linha do Norte, tendo o projecto sido posteriormente alterado para Lamarosa. Assim, este ramal entrou ao serviço em 24 de Setembro de 1928, originalmente com a denominação de Caminho de Ferro de Lamarosa a Tomar. O edifício de passageiros foi construído em 1931.

### Ligação planeada à Nazaré
Em 1913, a câmara dos deputados autorizara igualmente a instalação de um caminho de ferro de Tomar à Nazaré, passando pelo Entroncamento; no entanto, as obras não chegaram a ser iniciadas, uma vez que entretanto já tinha sido dada a concessão do Ramal de Tomar à autarquia. Em 15 de Novembro de 1926, a Companhia dos Caminhos de Ferro Portugueses apresentou ao estado uma proposta para construir um caminho de ferro de via estreita de Tomar à Nazaré, com um ramal para Leiria.

### Década de 1930
Em 7 de Maio de 1939, foi realizado um comboio especial de Lisboa a Tomar, para a festa anual de confraternização do antigo Batalhão de Sapadores de Caminhos de Ferro.

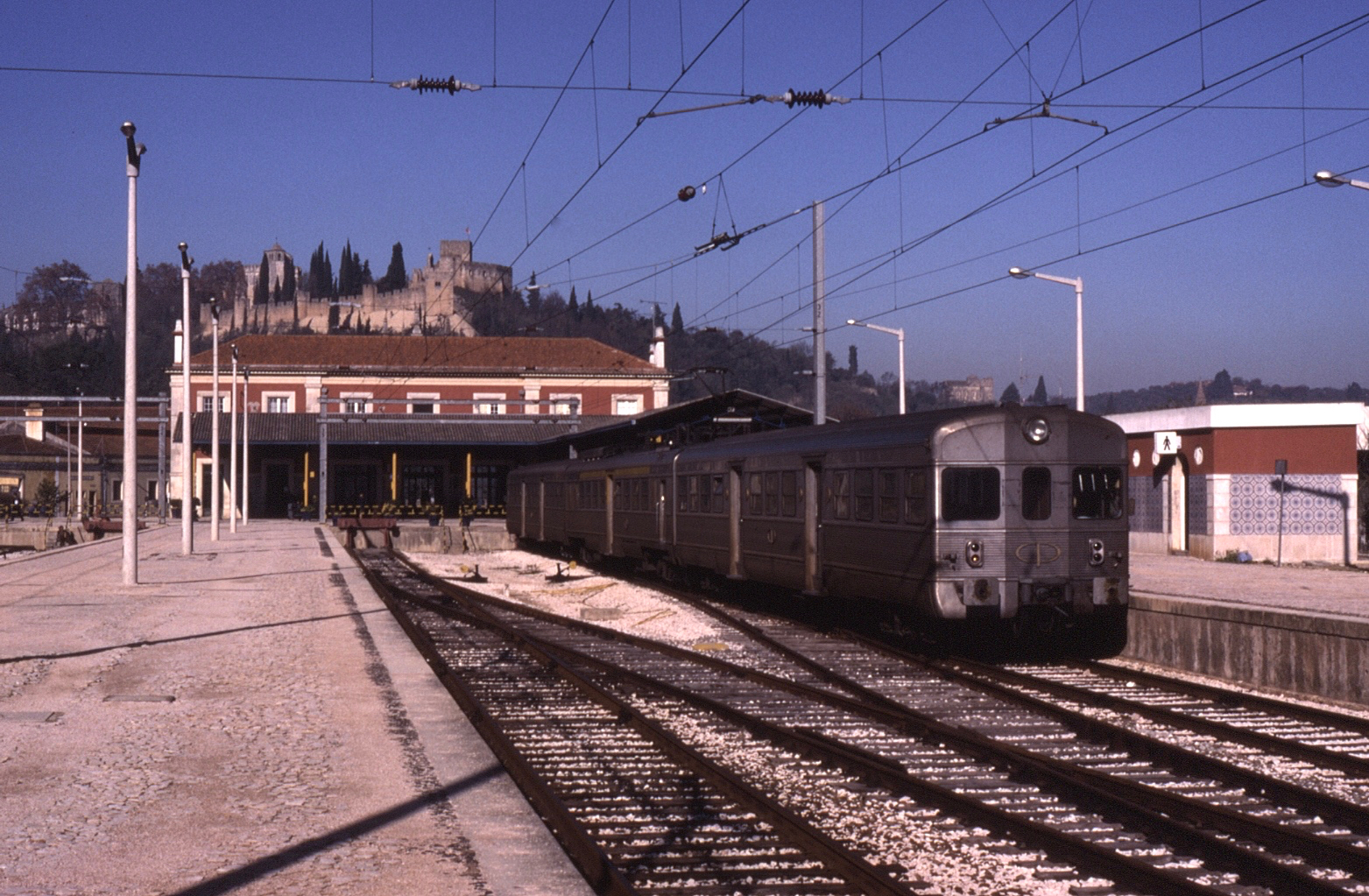
Estação de Tomar, em 1990.

### Décadas de 1950 a 1990
No âmbito do II Plano de Fomento, nas décadas de 1950 e 1960 a Companhia dos Caminhos de Ferro Portugueses projectou a electrificação de vários troços, incluindo o Ramal de Tomar.
Em Dezembro de 1992, a Associação Portuguesa dos Amigos dos Caminhos de Ferro realizou um serviço especial até Tomar, rebocado pela locomotiva a vapor 0187.

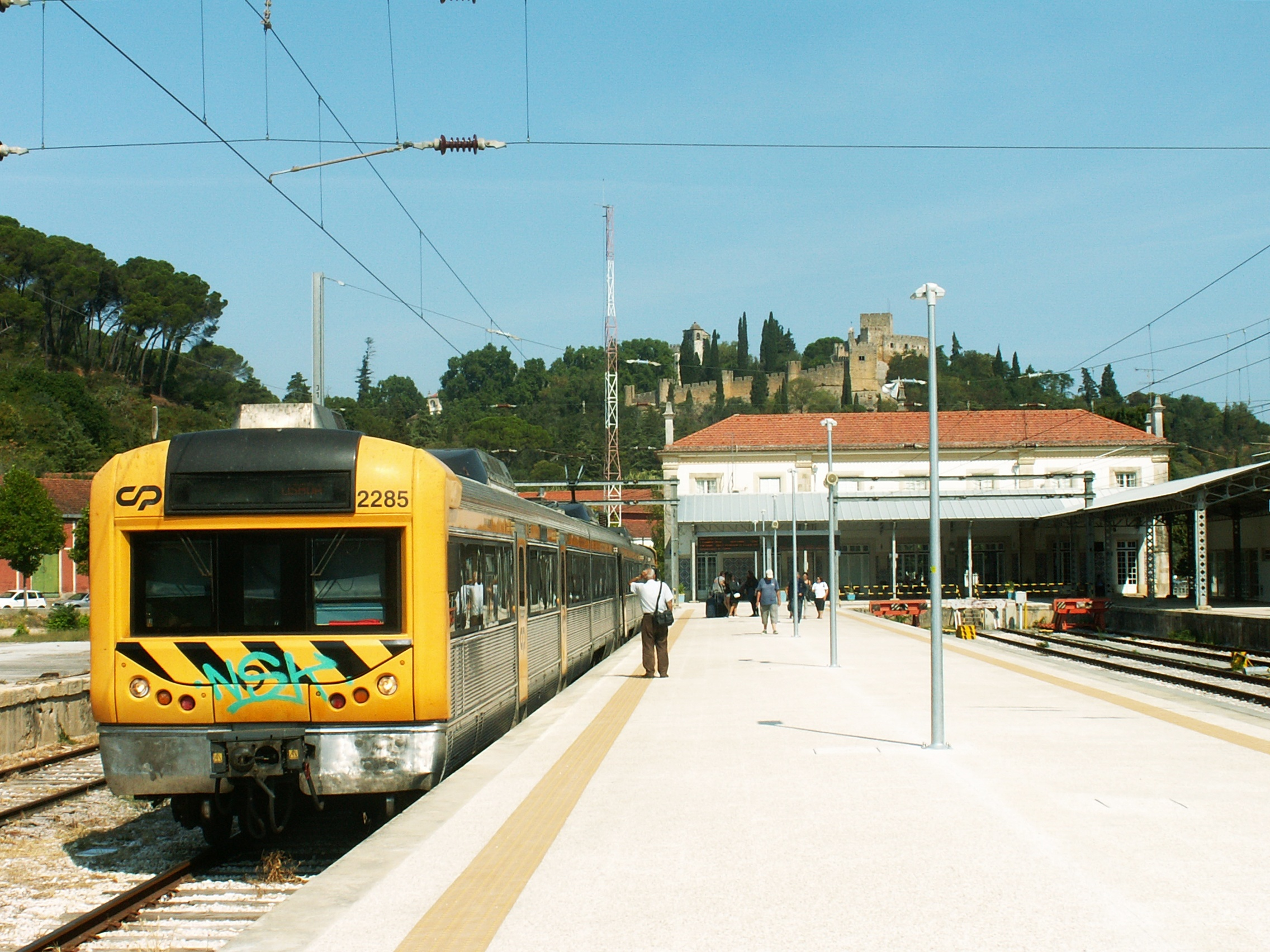
Estação de Tomar, em 2015.

### Século XXI
Em 2009, a Associação Portuguesa para a Defesa do Consumidor realizou um estudo sobre o atendimento nos balcões de várias gares ferroviárias, tendo a estação de Tomar sido avaliada como medíocre.

Em Janeiro de 2011, esta interface dispunha de quatro vias de circulação, todas com 210 m de comprimento, enquanto que as plataformas tinham todas 215 m de extensão, e 90 cm de altura — valores mais tarde alterados para os atuais.

## Ver também

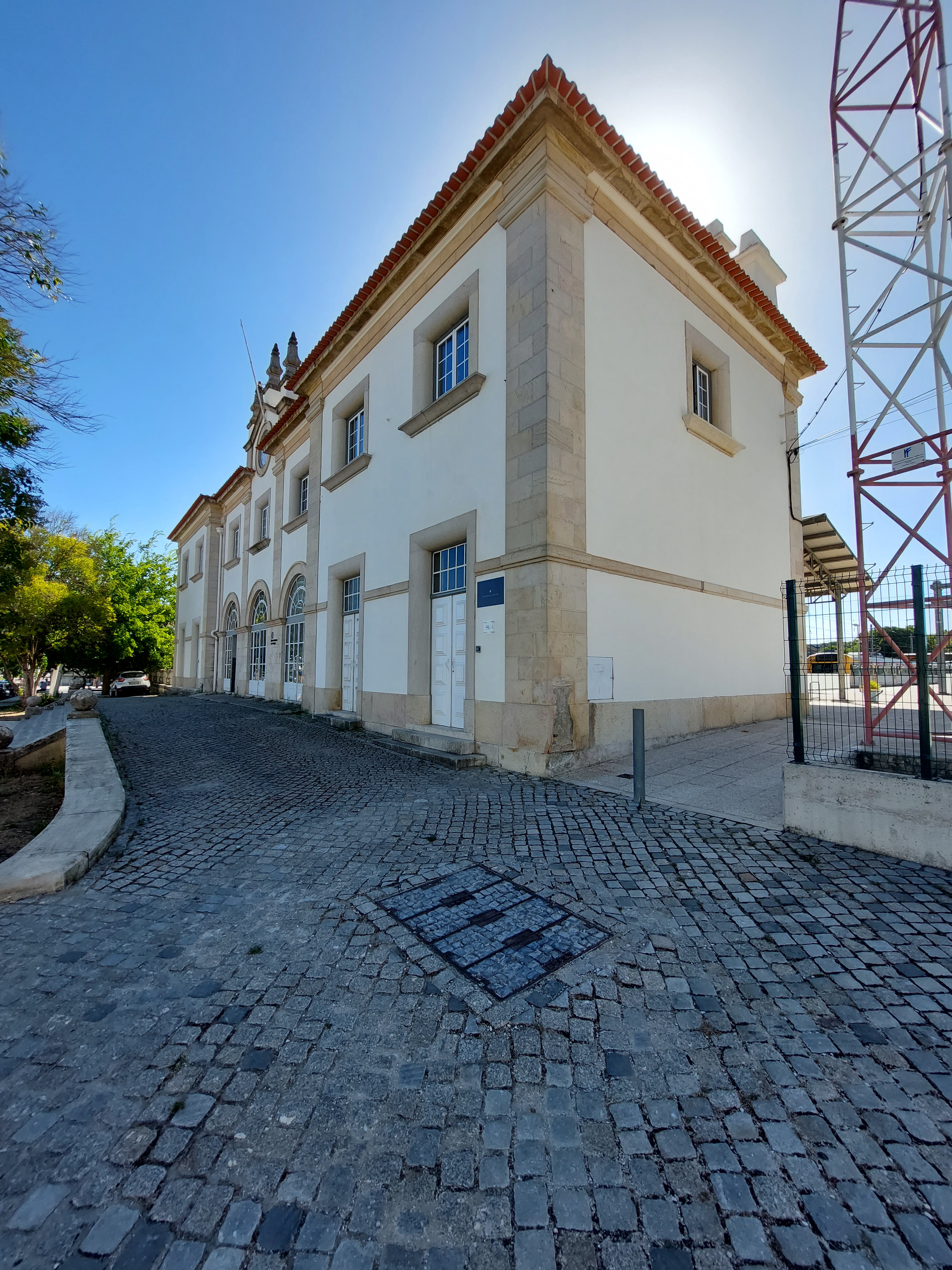
Entrada lateral, em 2023.

## Leitura recomendada
- GUIMARÃES, Vieira (2012) [1912]. A trilogia monumental de Alcobaça, Batalha, Thomar e o caminho de ferro. Tomar: Heart Books. 138 páginas. ISBN 978-989-98001-0-6